# Metal Open Air
Metal Open Air ou simplesmente M.O.A. foi um festival de rock e metal brasileiro realizado de 20 a 22 abril de 2012 no Parque Independência, a 25 km ao sudeste do centro da cidade de São Luís, Capital do Estado do Maranhão, no nordeste do Brasil.
Devido a problemas com o pagamento de artistas e as acomodações e segurança do público, o festival acabou sendo cancelado em seu último dia.

## Antecedentes
Em meados de outubro de 2011, antes de ser anunciado oficialmente o festival, correram boatos através das redes sociais de que a capital maranhense ganharia uma edição do festival alemão Wacken Open Air. Com isso, a organização do Wacken Open Air e do Metal Open Air fizeram seus respectivos pronunciamentos:

| “ | Devido aos recentes rumores circulando pela internet sobre Wacken Rocks Brazil e Wacken Rocks Chile fomos forçados a nos pronunciar sobre o fato. Parece que existe um festival de metal que irá acontecer na América do Sul e está utilizando a marca W:O:A para sua divulgação. Vimos através desta, informar que não temos nenhuma associação ou conexão com este possível evento. Este evento não foi organizado ou autorizado pelo Wacken Open Air. Os organizadores foram advertidos e lhes foi enviado estritas adversões sobre a não utilização de nossa marca em qualquer tipo de mídia. Nós não estamos julgando a qualidade deste evento, nem mesmo o profissionalismo dos organizadores mas gostaríamos de deixar as coisas bem claras para que os fãs saibam o que está acontecendo e evitar mal entendidos. Thomas Jensen (organizador W:O:A.): "Após sermos informados a respeito destes rumores, fomos obrigados a agir de fato e advertir as pessoas responsáveis. Queremos evitar desapontamentos para os Metalheads na América do Sul, sendo que todos associam Wacken com espírito e esforço. Portanto achamos que é nosso trabalho deixar as coisas claras para os Wacken Metalheads e por favor, avisem a todos que não temos nada a ver com este evento anunciado e que não há nenhum tipo de permissão legal para que nosso logo W:O:A ser usado." Aproveitando o momento, nós gostaríamos de dizer a todos vocês que novamente estamos aguardando nossos convidados da América do Sul para o W:O:A 2012! Holger Huebner (organizador W:O:A): "Por um lado, W:O:A é feito pelas bandas e pelo local do show mas isto não é o mais importante, W:O:A é atmosfera e são os fãs. Ano após ano, os Metalheads da América do Sul são responsáveis por uma grande parte desta atmosfera!" Para todos aqueles que estão um pouco desapontados, nós gostaríamos de recomendar o W:O:A Metal Battle. Isto acontece ao mesmo tempo em 31 países ao redor do mundo. Toneladas de shows ao vivo e entre eles, no Brasil, o já tivemos um vencedor internacional (Torture Squad). Mais informações vocês sobre Brazilian Metal Battle vocês encontram através do link www.metal-battle.com.br ou através de nossa página internacional www.metal-battle.com. | ” |
| “ | Sobre as dúvidas referentes à ligação deste evento ao Wacken Open Air: Confirmamos que havia conversas avançadas com os organizadores do Wacken Open Air para realização do Wacken Rocks Brazil em São Luis, porém, como a negociação não foi concluída, uma nova estratégia de marca e parceria foi definida, criando assim o Metal Open Air. Em nenhum momento houve tentativa de aproveitamento indevido da marca WOA, já que a mesma estava sendo negociada até há poucos dias atrás. | ” |

De fato, originalmente era para ser versão brasileira do famoso alemão Wacken Open Air e houve negociações para o uso da marca no Brasil. No entanto, as negociações fracassaram, pois os organizadores não conseguiram obter permissão oficial para usar o nome, por isso eles decidiram mudá-lo para o Metal Open Air.
A partir de novembro de 2011, os primeiros detalhes e atrações começaram a ser divulgados. Inicialmente seriam 40 bandas (20 nacionais e 20 internacionais), número que aumentou com a aproximação do festival, para 47 bandas.
Daquele momento em diante, várias bandas, incluindo Shaman, Megadeth, Symphony X e Anthrax, começaram a confirmar suas performances, embora alguns tenham cancelado, incluindo Shadowside, Krisiun, e Volbeat, na maior parte por razões logísticas.

## Calendário
Entre fevereiro a março de 2012, a organização anunciou a seguinte ordem (nomes atuam em negrito são primeiros/últimos; El Diablo é um grupo de entretenimento que preparou festas noturnas de rock, após cada apresentação primeiros/últimos):
| Sexta, 20 de Abril | Sábado, 21 de Abril | Domingo, 22 de Abril |
| --- | --- | --- |
| - Semblant - Ânsia de Vômito - Drowned - Hangar - Almah - Orphaned Land * - Torture Squad - Exciter * - Anvil * - Destruction * - Exodus * - Symphony X * - Megadeth * - EL DIABLO: Fúria Louca + Fetish Dolls | - Terra Prima - Ácido - Obskure - Dark Avenger - Shadowside - Stress - Legion of the Damned - Andre Matos - Korzus * - U.D.O. - Grave Digger - Blind Guardian - Anthrax - Rock and Roll All Stars - EL DIABLO: Carro Bomba + Fetish Dolls | - Expose Your Hate - Megaherz - Unearthly - Attomica - Motorocker - Matanza - Otep - Shaman - Ratos de Porão - Obituary - Dio Disciples - Fear Factory - Annihilator - Saxon - Venom - EL DIABLO: Baranga + Fetish Dolls |

As bandas com * são as que efetivamente conseguiram realizar seus shows, mesmo que pela metade, ou de maneira precária. Os primeiros/últimos de cartaz do segundo dia, o Rock and Roll All Stars, foi um supergrupo composto por Gene Simmons, Joe Elliott, Matt Sorum, Duff McKagan, Gilby Clarke, Glenn Hughes, Ed Roland, Sebastian Bach, Steve Stevens, Mike Inez, Billy Duffy e Charlie Sheen, que era para ser o festival de mestre de cerimônias.

## Cancelamentos

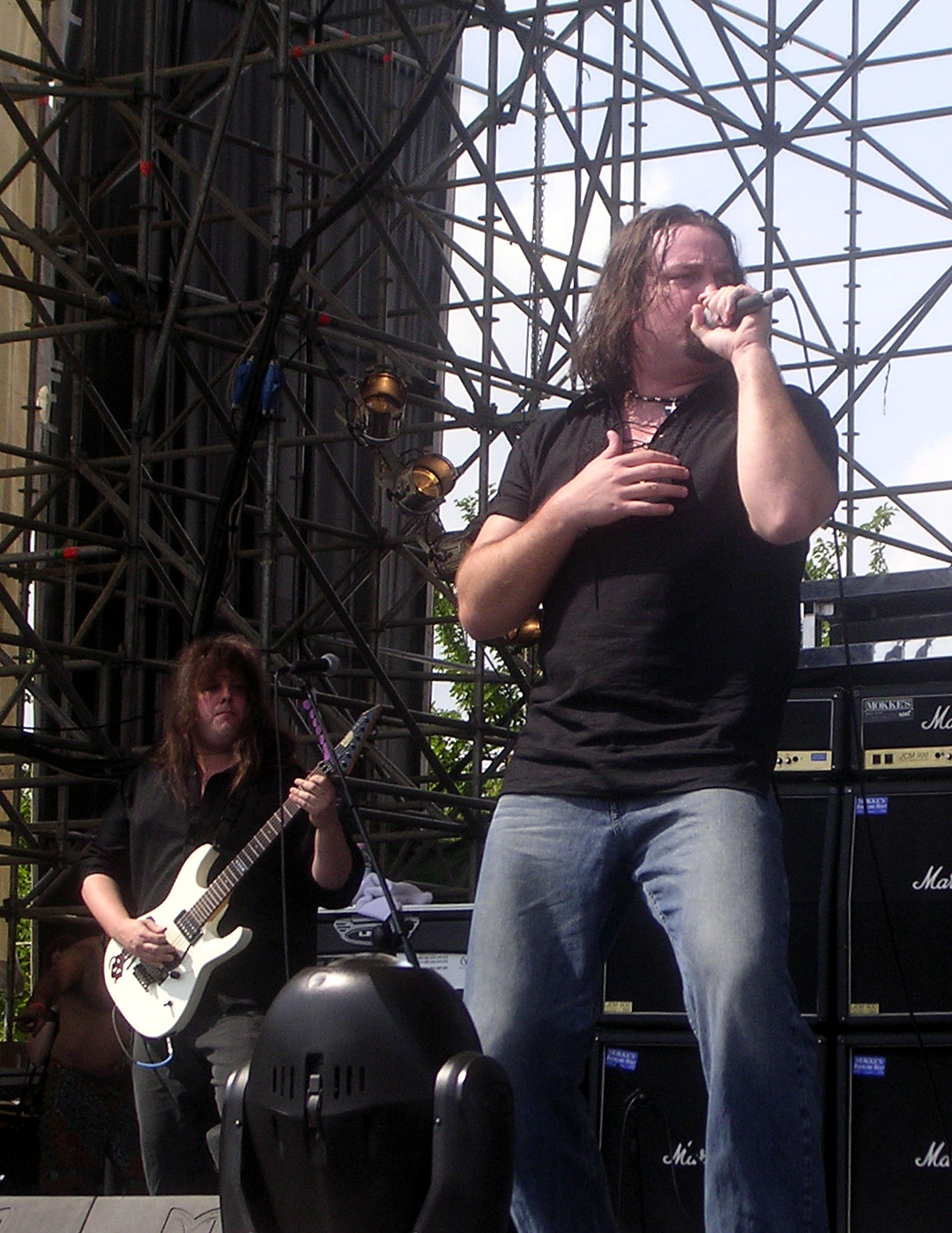
Michael Romeo (à esquerda) e Russell Allen (à direita); Symphony X foi uma das poucas bandas que conseguiram fazer apresentação no festival.

Poucas horas antes e durante o festival, várias bandas cancelaram suas apresentações. Quando o festival iniciou no dia 20 de abril, demonstrou completa ausência de estrutura: faltavam banheiros, segurança, pontos de vendas de comida e saneamento básico nas instalações de camping. Três dias depois, acabou cancelado pois os fornecedores de som, luz, palco e backstage não foram pagos por uma das produtoras, a Lamparina Filmes e Produções, decidindo desmontar toda a estrutura. A outra produtora do festival foi a Negri Concerts, de Felipe Negri. O mesmo aconteceu com muitas das bandas contratadas, que recusaram-se a tocar por não terem recebido o pagamento combinado.
A banda de thrash metal britânica Venom, por exemplo, teve seus vistos enviados para a África ao invés do Brasil por engano, tornando impossível sua participação no MOA e outros dois festivais sul-americanos. Hansi Kürsch, vocalista do quarteto alemão de power metal Blind Guardian, afirmou:
| “ | Em nossos 25 anos de carreira [...] fomos extremamente bem sucedidos na prevenção de cancelamentos, até agora. Infelizmente, chegamos a um final muito triste aqui em São Luís. Devido a problemas técnicos e administrativos enormes fomos forçados a cancelar o show de hoje à noite. Entendemos que a gestão local foi incapaz de garantir um ambiente próprio de festival. As coisas estão complicadas aqui. Nos sentimos muito tristes com esta situação totalmente insatisfatória, mas os erros cometidos pelo promotor local tornaram um show improvisado impossível. [...] No futuro, vamos ter mais cuidado em confirmar tais festivais. | ” |

Aquiles Priester, do Hangar, também cancelou a participação de sua banda, afirmando:
| “ | Nós negociamos tudo na base da conversa, mas deixamos muito claro que precisávamos do cachê inteiro antes do shows, já que precisávamos pagar nossa viagem a São Luís e irmos em nosso próprio ônibus. Não aceitamos, de forma alguma, tocar sem nosso backline. Até o momento, só recebemos 25% de nosso cachê para cobrir todas as despesas (combustível, hospedagem e alimentação para a banda e equipe), quando precisávamos de no mínimo 75%. | ” |

Os membros do Terra Prima não receberam as passagens aéreas para São Luís e nem a confirmação de suas acomodações na cidade.
Symphony X, uma das poucas bandas que conseguiram assumir o palco e tocar, postou nota alguns dias depois, agradecendo a seus fãs pelo show e criticou a estrutura do evento:
| “ | Queremos agradecer aos fãs por aparecerem na sexta à noite! Ficamos muito perto de ter que cancelar o show devido a razões técnicas e não sabíamos se iríamos tocar de fato até uma hora antes do set, que já havia sido adiado em duas horas. A falta de organização e caos do evento, que também foi notada pela mídia, forçou muitas bandas a cancelarem seus shows. Isso é injusto aos fãs presentes e, infelizmente, esses fãs foram roubados de muitas performances. | ” |

Dave Mustaine, do Megadeth, também agradeceu seus fãs e lamentou a organização do festival:
| “ | Aos fãs ontem à noite em São Luís, obrigado. É tudo que posso dizer. Um Grande Mega Obrigado! O show de ontem em São Luis foi bastante difícil, mas conseguimos! [...] Disseram-me que muitos talentos optaram por não virem. Também ouvi que os bilhetes custavam 450 reais para o fim de semana, três dias, e 250 reais por apenas um dia. O cidadão médio nesta área ganha cerca de R$ 28 por dia, então você pode calcular. [...] Nós estávamos tocando, apesar de tudo. Nós não estávamos tocando para o promotor mais, estávamos tocando para o povo! | ” |

Ricardo Confessori, baterista do Shaman, contestou publicamente o guitarrista do Anthrax, Scott Ian, para cancelar a apresentação da banda no festival, acusando-o de não dar uma boa desculpa para os fãs, para o que Ian respondeu que o problema era "toda a organização terrível. Nós nunca quisemos cancelar, mas eles tornaram isso impossível".
E no final, um total de 30 das 47 bandas convidadas cancelaram suas apresentações, devido a problemas logísticos, estruturais e financeiros graves em relação ao festival. Quanto aos fãs, alguns tiveram que acampar dentro de estábulos, com quase nenhuma eletricidade, falta de lugares para comprar alimentos, bebidas e produtos de higiene e apenas um banheiro público.

## Consequências

### Negri Concerts e Lamparina Filmes e Produções
Logo após MOA ser cancelada, as duas empresas responsáveis pelo festival (Negri Concerts e Lamparina Filmes e Produções) acusaram-se mutuamente de violarem regras contratuais.

### Grupo Cidade de Comunicação
Antes e depois do MOA apresentar problemas e ser cancelado, o Grupo Cidade de Comunicação (ex-Grupo Vieira da Silva), que compreende grupo de comunicação de Rádio e TV Cidade, incluindo portal de internet (suacidade.com), que antes praticamente eram "empresas oficiais" do evento para divulgação diária, foram acusados de omitir notícias e os problemas já com início do evento, restringindo apenas a poucas notícias sobre o evento, enquanto outros veículos de comunicações (até então não interessantes ao evento, apesar das exceções deles), fizeram cobertura dos problemas. Os problemas eram tantos que a Sua Cidade.com retirou o MOA do arquivo de notícias na sessão especial.